# Nadwilanówka
Nadwilanówka (wcześniej: Kępa Nadwilanówka lub Kępa Nadwilanowska) – część miasta w dzielnicy Wilanów w Warszawie, dawna wieś.

## Położenie i charakterystyka
Nadwilanówka położona jest na stołecznym Wilanowie, w północnej części obszaru Miejskiego Systemu Informacji Zawady. Jej granice to na zachodzie i północy rzeka Wilanówka do ujścia, na wschodzie Wisła, a południowy kraniec wyznacza linia od Stawu Zawadowskiego. Przez część miasta przebiegają m.in. ulice Syta, Bruzdowa, Glebowa i Wał Zawadowski, a także bocznica łącząca linię kolejową nr 937 z Elektrociepłownią Siekierki. Północną część terenu zajmuje oczyszczalnia ścieków „Południe”.  Jest to teren z przeważającą zabudową mieszkaniową jednorodzinną, występują też tereny użytkowane rolniczo i infrastruktury technicznej.
Stanowi część tarasu zalewowego Wisły. W XVIII wieku była to kępa wiślana. Wieś Kępa Nadwilanówka, podobnie jak sąsiednie Kępa Nadwiślańska i Kępa Zawadowska, została założona w 1819 roku przez Stanisława Potockiego na prawie olęderskim. Była zamieszkiwana przez Niemców zajmujących się hodowlą zbóż i ziemniaków. Historycznie uprawiano tu także warzywa. Nadwilanówkę zaznaczono na mapie z 1911 roku. Na mapie z 1924 roku zaznaczona już jest tylko Kępa Nadwiślańska. W dniu 14 maja 1951 rozporządzeniem Rady Ministrów miejscowość została włączona w granice administracyjne Warszawy. Znajduje się na terenie historycznego mikroregionu etnograficznego Urzecze. Ulokowany jest tu jeden z wodowskazów Wisły dla Warszawy o rzędnej 76,79 m n.p.m.
Wschodnią część Nadwilanówki, wzdłuż Wisły, obejmuje obszar specjalnej ochrony ptaków w ramach programu Natura 2000 „Dolina Środkowej Wisły” o kodzie PLB140004, natomiast zachodnia część, wzdłuż Wilanówki, leży na obszarze otuliny rezerwatu przyrody Morysin. Obie formy ochrony przyrody dodatkowo znajdują się na terenie Warszawskiego Obszaru Chronionego Krajobrazu.